# Барышников, Геннадий Фёдорович
Геннадий Федорович Барышников (род. 1945) — биолог, лауреат премии имени Е. Н. Павловского (2011).

## Биография
Родился 5 апреля 1945 года в Мурманске в семье офицера, участвовавшего в обороне Советского Заполярья.
В 1967 году — поступил на работу в Зоологический институт АН СССР в должности лаборанта.
В 1974 году — без отрыва от основной работы окончил вечернее отделение географического факультета, а затем и аспирантуру Ленинградского государственного университета (кафедра физической географии).
С 1975 года по настоящее время — сначала младший, затем старший, ведущий и главный научный сотрудник лаборатории териологии ЗИН РАН.
В 1980 году — защитил кандидатскую диссертацию, тема: «Динамика высотных ландшафтных поясов Большого Кавказа по палеотериологическим данным».
В 2003 году — защитил докторскую диссертацию, тема: «Система и филогения семейства медвежьих (Carnivora, Ursidae)».
Область научных интересов:
- систематика, морфология, зоогеография и филогения хищных млекопитающих;
- палеоэкология и тафономия плейстоценовых млекопитающих, в том числе найденных в археологических стоянках.

Участник полевых работ в Якутии (Берелех), Алтае (Денисова пещера), Крыму (Пролом 2), Северном Кавказе (стоянка Ильская, пещеры Баракаевская, Монашеская, Мезмайская, Матузка) и Южном Кавказе (пещеры Кударо 1, Кударо 3, Ахштырская, Малая Воронцовская). 
Автор более 270 научных работ, почти половина из которых опубликована в международных рецензируемых изданиях, в том числе:
Каталог млекопитающих СССР (плиоцен - современность). Л.: Наука, 1981. 456 с. (кол. авт.);
Аристов А.А., Барышников Г.Ф. Млекопитающие фауны России и сопредельных территорий. Хищные и ластоногие. СПб., 2001. 560 с. (Определители по фауне России, издаваемые Зоологическим институтом РАН. Вып. 169);
Природная среда и человек в палеолите Горного Алтая. Условия обитания в окрестностях Денисовой пещеры. Новосибирск, Изд-во Института археологии и этнографии СО РАН, 2003. 448 с. (кол. авт.);
Барышников Г.Ф. Семейство медвежьих (Carnivora, Ursidae). СПб, Наука, 2007. 542 с. (Фауна России и сопредельных стран. Млекопитающие. Т. 1. Вып. 5);
Треугольная пещера. Ранний палеолит Кавказа и Восточной Европы. СПб.: Островитянин, 2007. 270 с. (кол. авт.);
Барышников Г.Ф., Тихонов А.Н. Млекопитающие фауны России и сопредельных территорий. Копытные. Часть 1. Непарнопалые и парнопалые (семейства свиные, кабарговые, оленевые). СПб., Наука, 2009. 165 с. (Определители по фауне России, издаваемые Зоологическим институтом РАН. Вып. 173);
Боескоров Г.Г., Барышников Г.Ф. Позднечетвертичные хищные млекопитающие Якутии. СПб, Наука, 2013. 199 с.;
Барышников Г.Ф. Крупные млекопитающие кударской плейстоценовой фауны Кавказа. СПб: Наука, 2020. 399 с. (Труды Зоологического института РАН, Приложение 9);
Барышников Г.Ф. Выдры мировой фауны (ископаемые и современные). - СПб., Наука, 2024. 503 с. (Определители по фауне России, издаваемые Зоологическим институтом РАН. Вып. 180).
Описал более 40 таксонов ископаемых и современных млекопитающих:
†Adcrocutini Baryshnikov et Averianov, 1998
†Alces alces vereshchagini Baryshnikov, 2020
†Amphicticipini Baryshnikov, 2007
Cabreragale Baryshnikov et Abramov, 1997
†Canis arnensis kudarensis Baryshnikov, 2012
†Cephalogalini Baryshnikov, 2007
†Cricetulus migratorius guamensis Baryshnikov, 1989
†Crocuta spelaea ussurica Baryshnikov et Vereshchagin, 1996
Crocutini Baryshnikov et Averianov, 1998
†Cuon alpinus caucasicus Baryshnikov, 1978
†Drepanosorex rupestris Zaitsev et Baryshnikov, 2002
†Ginsburgocyon Baryshnikov, 2007
†Hyaenictini Baryshnikov et Averianov, 1998
†Hystrix vinogradovi kudarensis Baryshnikov et Baranova, 1982
Lontrini Baryshnikov, 2024
†Marmota bobac paleocaucasica Baryshnikov, 1980
Meles meles milleri Baryshnikov, Puzachenko et Abramov, 2003
Mellivora capensis buechneri Baryshnikov, 2000
Mustela nivalis rossica Abramov et Baryshnikov, 2000
† Mustela nivalis kudarensis Baryshnikov, 2010
†Neomys hintoni Zaitsev et Baryshnikov, 2002
Neovison Baryshnikov et Abramov, 1997
Nyctereutini Baryshnikov et Averianov, 1998
†Ochotona pusilla liubini Erbajeva et Baryshnikov, 1988
†Ovis lioubini Baryshnikov, 2020
†Palaeoenydris Baryshnikov, 2024
†Paludolutrina Baryshnikov, 2024
†Panthera spelaea vereshchagini Baryshnikov et Boeskorov, 2001
†Parahemicyon Baryshnikov, 2007
†Pitymys majori fokanovi Baryshnikov et Baranova, 1983
†Prometheomys schaposchnikovi palaeokudarensis Baryshnikov et Baranova, 1983
Pteronurini Baryshnikov, 2024
†Querсyarctos Baryshnikov, 2007
†Sorex doronichevi Zaitsev et Baryshnikov, 2002
†Spelearctos deningeri praekudarensis Baryshnikov, 1998
†Ursus deningeri batyrovi Baryshnikov, 2007
†Ursus etruscus saintvallierensis Baryshnikov, 2007
†Ursus etruscus vekuai Baryshnikov, 2007
†Ursus savini nordostensis Baryshnikov, 2011
†Ursus spelaeus kudarensis Baryshnikov, 1985
†Ursus thibetanus permjak Baryshnikov, 2002
†Zdanskia Baryshnikov, 2024
Награды
- Премия имени Е. Н. Павловского (2011) — за цикл работ по систематике и филогении крупных млекопитающих.
- Премия Х. Раусинга (2021) -- за монографию о кударской фауне крупных млекопитающих.
- Медаль А.А. Борисяка "За развитие палеонтологии" (2021).
- Юбилейная медаль "300 лет Российской академии наук" (2024).
- Медаль Ю.А. Орлова за большой вклад в развитие и популяризацию палеонтологии и зоологии (2025).